# Inbal Gavrieli
Inbal Gavrieli (hébreu : ענבל גבריאלי, né le 25 septembre 1975) est une ancienne femme politique israélienne qui a été membre de la Knesset pour le Likoud de 2003 à 2006.

## Biographie

### Jeunesse
Inbal Gavrieli est né à Tel Aviv dans une famille d'origine juive irakienne. Sa famille vit en Israël depuis neuf générations et plusieurs de ses ancêtres étaient impliqués dans l'Irgoun.
Inbal Gavrieli a effectué son service obligatoire dans les Forces de défense israéliennes en tant que productrice pour la radio Galeï Tsahal, puis a étudié le droit à l'IDC Herzliya, où elle a obtenu un baccalauréat. Elle a également étudié pour obtenir un baccalauréat en administration des affaires.

### Carrière en politique

#### Députée à la Knesset
Aux Élections législatives israéliennes de 2003, elle était classée 30e sur la liste du Likoud, elle est entrée à la Knesset lorsque le parti a remporté 38 sièges.
Son élection et sa tentative ultérieure d'utiliser son immunité parlementaire pour empêcher la perquisition de la maison de son père par la police lors d'une enquête sur les jeux illégaux et l'évasion fiscale ont suscité des inquiétudes de la part de l'ambassadeur des États-Unis en Israël concernant l'influence du crime organisé au sein du comité central du Likoud, car son père, Ezra « Shuni » Gavrieli, est soupçonné d'être impliqué dans le crime organisé. Le Mouvement pour un gouvernement de qualité en Israël (en) a demandé au procureur général d'ouvrir une enquête pénale sur cette question. 
Au cours de son premier mandat à la Knesset, elle a été présidente de la commission de la condition de la femme et de l'égalité des sexes.
Elle a perdu son siège aux Élections législatives israéliennes de 2006.

### Proche de la mafia israélienne
Plusieurs membres de sa famille immédiate et élargie sont soupçonnés d'être impliqués dans le crime organisé; à l'échelle nationale, le nom de famille Gavrieli est souvent considéré comme synonyme de crime organisé en Israël, son père et son frère ayant tous deux été arrêtés pour avoir exploité des entreprises de jeux de hasard illégales, et son cousin a été assassiné dans le cadre d'une dispute présumée avec la famille criminelle Abergil,. 

### Vie privée
En 2006, elle se marie au gardien de foot Liran Strauber (en). En 2007, ils ont eu un fils qui s'appelle Michael. Ils ont divorcé en juillet 2009. 
Elle a ensuite noué une relation avec Ran Remo et a eu deux autres enfants, un fils et une fille.